# Lopheros mamaevi
Lopheros mamaevi is een keversoort uit de familie netschildkevers (Lycidae). De wetenschappelijke naam van de soort werd in 1979 gepubliceerd door Medvedev.